# La Cuadra (automòbil)
La Cuadra fou una marca catalana d'automòbils, fabricats per l'empresa Compañía General Española de Coches Automóviles E. de la Cuadra, S.C. a Barcelona entre 1899 i 1901. L'empresa, fundada per Emilio de La Cuadra, tenia la seu al carrer Diputació cantonada amb Passeig de Sant Joan de Barcelona i fou la primera marca comercial d'automòbils fabricats a la península Ibèrica.

## Història
Emilio de la Cuadra comença la seva carrera empresarial al sector de l'electricitat: havia construït la primera central elèctrica que va dur la llum a Lleida. Després d'haver descobert els primers exemplars d'automòbil ja el 1889 va intuir el prometedor futur de la incipient indústria de l'automoció i decidí de vendre la seva central elèctrica i traslladar-se a Barcelona. Un cop allà, amb els ingressos de la venda fundà el setembre de 1898 la Compañía General Española de Coches Automóviles E. de la Cuadra, Sociedad en Comandita.
Inicialment, De La Cuadra va decidir fabricar vehicles amb propulsió elèctrica, empès d'una banda per la seva experiència en aquest ram i, potser també, a causa de l'exclusiva en la construcció de vehicles amb motor d'explosió per a l'estat espanyol que havia obtingut Francesc Bonet el 1894. El projecte inicial consistí en la fabricació de prototipus, un camió, un òmnibus i un cotxe, tots amb motors elèctrics. Uns anys després, tots varen ser desballestats, ja que les bateries s'esgotaven ràpidament a causa del pes dels vehicles i l'escassa capacitat d' emmagatzematge d'energia de les bateries d'aleshores.
Tot seguit s'instal·là un motor d'explosió que accionava un grup electrogen que havia de carregar les bateries, però tampoc no va resoldre el problema, de manera que el 1899 Emilio de La Cuadra va optar pel motor d'explosió. Com que fins aleshores els projectes eren costosos i els beneficis magres, l'enginyer Carlos Vellino, un dels seus col·laboradors d'origen suís (i amo d'una fàbrica d'acumuladors elèctrics a Barcelona), li proposà de contractar Marc Birkigt, un jove suís de 21 anys. Així ho feu De la Cuadra i Birkigt es va presentar a Barcelona l'agost de 1899. Un altre col·laborador destacat de De la Cuadra era Domingo Támaro, pilot de la marina mercant i afeccionat al nou món de l'automòbil.

### Primers vehicles elèctrics

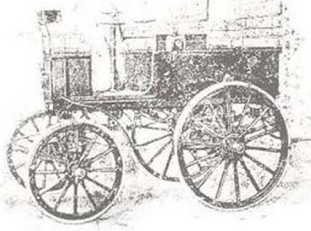
Cotxe elèctric La Cuadra (cap a 1899)

L'empresa La Cuadra va començar a funcionar amb dificultats. Allò que sobre el paper era senzill, a la pràctica oferia moltes complicacions: els vehicles elèctrics funcionaven, però les distàncies que podien recórrer no superaven els quatre o cinc quilòmetres en el millor dels casos, ja que les bateries se s'esgotaven aviat.

#### El projecte de l'Òmnibus
Carlos Vellino tenia la idea de construir un tipus d'acumuladors especials de poc pes, per tal de no carregar excessivament els automòbils. El problema era l'òmnibus, per al qual ja tenia una comanda de l'Hotel Orient de la Rambla de Barcelona, interessats a tenir-lo per anar a buscar els seus clients a l'Estació de França.
Segons el projecte es tractava d'un luxós carruatge amb tota mena de detalls i capaç de transportar vint persones, cortinetes a les finestretes, xarxes per a fer-les servir de desembarassos, enllumenat elèctric exterior i interior. Tot això allotjat en una carrosseria de més de 5,5 metres de longitud, 2,2 d'amplada i 3 d'alçada. Tot aquest conjunt, de gairebé 7.000 kg, hauria de ser mogut per dos motors elèctrics de 15 quilowatts cadascun, amb una potència total de 43 HP, amb les quals n'hi havia d'haver prou perquè el vehicle arribés als 20 km/h i pogués superar pendents de fins al 12% de desnivell. Vellino havia dissenyat una bateria d'acumuladors que havia de subministrar 450 ampers/hora a 110 volts. L'òmnibus tindria un grup electrogen mogut per un motor convencional de 15 HP, per tal de recarregar les bateries durant els trajectes. Segons els càlculs inicials, l'òmnibus es podria vendre a un preu de 30.000 pts, deixant un marge de guanys important.
A la pràctica, però, el projecte va resultar irrealitzable. L'acumulador gegant dissenyat per Vellino no funcionava i el temps i les despeses corrien. Ni els bons oficis del jove Marc Birkigt van aconseguir que l'acumulador de Vellino funcionés, i al final es va optar per muntar bateries convencionals, bo i sabent del risc que corrien en augmentar el pes i les menors prestacions que oferien.

#### Presentació oficial de l'Òmnibus

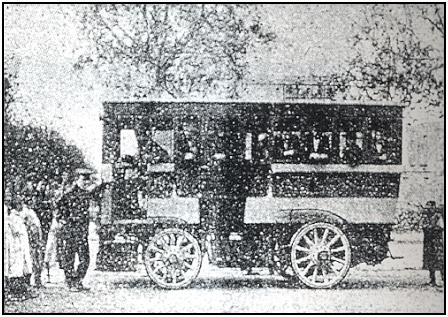
L'Òmnibus de La Cuadra cap a 1900

Finalment, l'agost de 1900 es convocà la premsa per a presentar oficialment l'òmnibus. S'havia de presentar el vehicle a l'exterior de les instal·lacions de l'empresa per tal de fer un viatge de demostració per la carretera de Vic. El vehicle va arrencar, va sortir de la factoria, va recórrer uns metres i es va aturar, davant la desesperació dels seus constructors. Els esforços per tornar-lo a engegar varen ser infructuosos i al final l'òmnibus va haver de ser remolcat per tornar als tallers de la fàbrica.
Aquest fracàs va provocar que Vellino es retirés de l'empresa. El destí de l'òmnibus fou d'allò més tràgic: va acabar calcinat al costat del vaixell que el transportava cap a València.

### Vehicles amb motor d'explosió
Malgrat que s'ha dit que es van arribar fabricar alguns exemplars de cotxes elèctrics, se'n desconeix quants van poder ser. El que sí que és clar és que a partir del fracàs de l'òmnibus, La Cuadra es va centrar en la construcció d'automòbils amb motor d'explosió.
Marc Birkigt assumí la direcció tècnica quan Vellino va plegar i es va posar fil a l'agulla, tot dissenyant dos motors (tots dos bicilíndrics), de 4,5 CV i 7 CV respectivament; sembla que la idea era fabricar una sèrie de sis vehicles. A mitjan 1901, els nous vehicles La Cuadra Centauro comencen a estar a punt per al mercat.

### Final de l'empresa
Mentrestant, la venda de vehicles de la marca Benz (la representació de la qual havia obtingut La Cuadra), no funcionava en tractar-se de vehicles tècnicament complexos i de difícil conducció. Al mateix temps, tot i que els nous vehicles amb motor d'explosió dissenyats per Birkigt funcionaven perfectament, la necessitat de més inversions per a muntar-les feia impossible la continuïtat de l'empresa.
Finalment, el 1901 La Cuadra va fer fallida. Els components i restes de l'empresa van ser comprats per un dels principals creditors (José María Castro), que va donar lloc a la marca J. Castro (1901 - 1904). Marc Birkigt continuà amb ell fins que, més endavant, participà al costat de Damià Mateu en la fundació de la coneguda marca Hispano-Suiza.

## Producció

### Vehicles fabricats

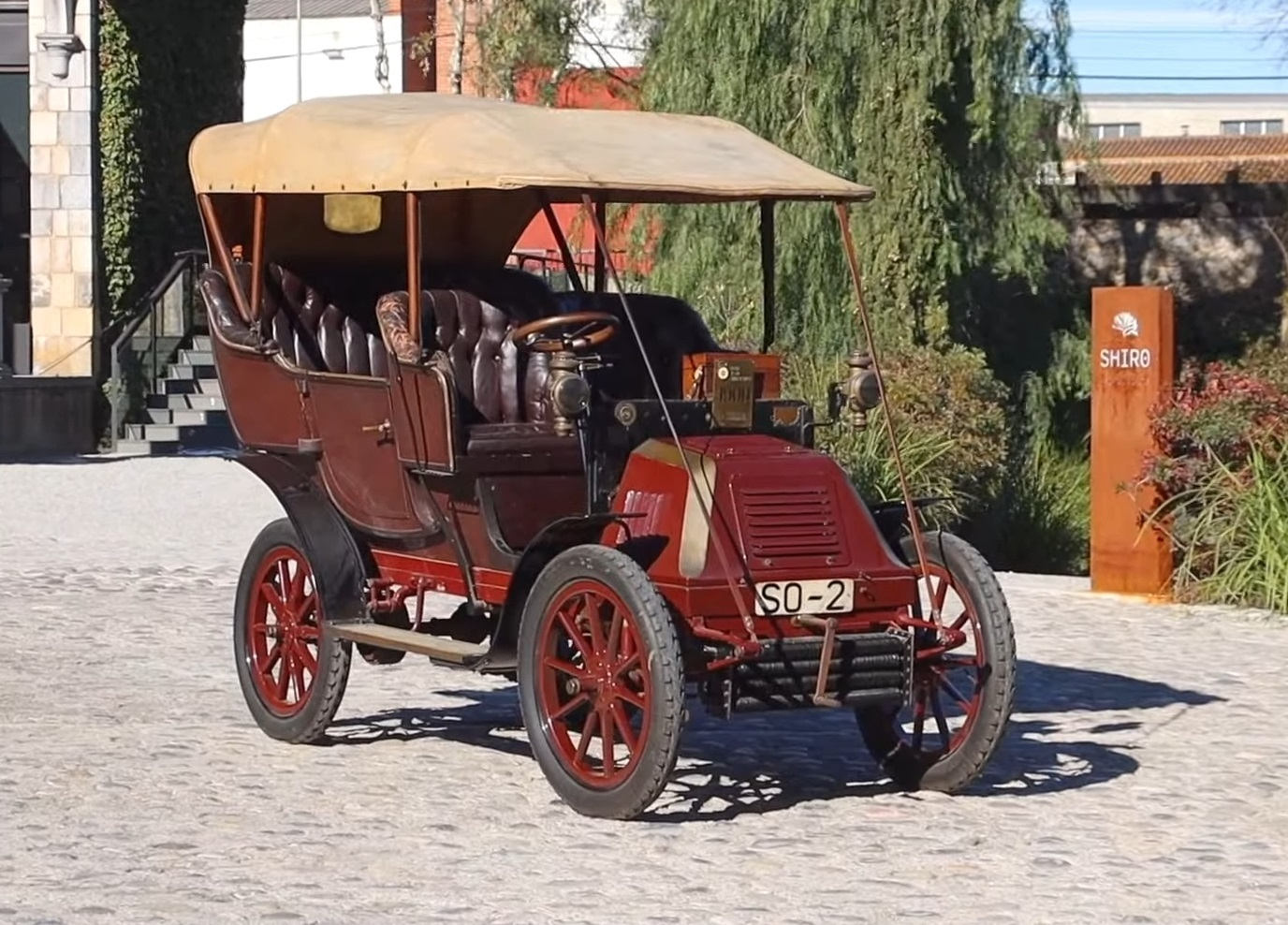
L'únic cotxe supervivent de La Cuadra, un Centauro 7,5 HP.

Es desconeix quants vehicles de la sèrie de sis que La Cuadra tenia previst fabricar es van arribar a construir, però hi ha dades sobre alguns:
- Un dels primers va ser venut a un empresari català, Francesc Seix. Anava equipat amb el primer motor de 4,5 HP i se sap que va ser utilitzat pel seu propietari amb excel·lents resultats.
- Un altre va ser el primer vehicle matriculat a la província de Lleida, a nom de Joan Pellisó.
- Un altre vehicle és el que, durant la dècada de 1920, un jove Miquel Mateu va veure en una mena de romeria a un poble prop de Sòria (Espanya) i va rescatar. Està equipat amb el segon motor que Birkigt va dissenyar, de dos cilindres en paral·lel de 1.105 cc i 7,5 HP. Aquest exemplar ha arribat en perfecte estat fins als nostres dies i ha arribat a participar en el Ral·li de Sitges.